# Arizona Wildcats football
La squadra di football degli Arizona Wildcats rappresenta l'Università dell'Arizona. I Wildcats competono nella Football Bowl Subdivision (FBS) della National Collegiate Athletics Association (NCAA) e della Big 12 Conference. La squadra è allenata dal 2018 da Kevin Sumlin. Gioca le sue gare interne all'Arizona Stadium di Tucson, Arizona, e le sue rivalità principali sono con gli Arizona State Sun Devils e i New Mexico Lobos.

## Titoli

### Titoli di conference
Arizona ha vinto sei titoli di conference.
| Stagione                    | Conference                                  | Allenatore           | Record conference | Record totale |   |
| --------------------------- | ------------------------------------------- | -------------------- | ----------------- | ------------- | - |
| 1935                        | Border Intercollegiate Athletic Association | Tex Oliver           | 4–0               | 7–2           |   |
| 1936                        | Border Intercollegiate Athletic Association | Tex Oliver           | 3–0–1             | 5–2–3         |   |
| 1941                        | Western Athletic Conference                 | Miles W. Casteel     | 5–0               | 7–3           |   |
| 1964                        | Pacific Coast Conference                    | Jim LaRue            | 3–1               | 6–3–1         |   |
| 1973                        | Western Athletic Conference                 | Jim Young            | 6–1               | 8–3           |   |
| 1993                        | Pacific-10                                  | Dick Tomey           | 6–2               | 10–2          |   |
| Titoli di conference        | Titoli di conference                        | Titoli di conference | 6                 | 6             | 6 |
| †Denota un titolo condiviso |                                             |                      |                   |               |   |

## Premi individuali

### Membri della College Football Hall of Fame
| Giocatore         | Ruolo | Ind. | Anni      |
| ----------------- | ----- | ---- | --------- |
| Ed Brown          | G     | 1997 | 1954–1958 |
| Tedy Bruschi      | LB    | 2013 | 1991-1995 |
| Chuck Cecil       | DB    | 2009 | 1984–1987 |
| Ricky Hunley      | LB    | 1997 | 1980–1983 |
| Darrell Mudra     | All.  | 2000 | 1967–1968 |
| Warren B. Woodson | All.  | 1989 | 1952–1956 |
| Jim Young         | All.  | 1999 | 1973–1976 |
| Rob Waldrop       | DL    | 2011 | 1990–1993 |

Fonte:

### Numeri ritirati

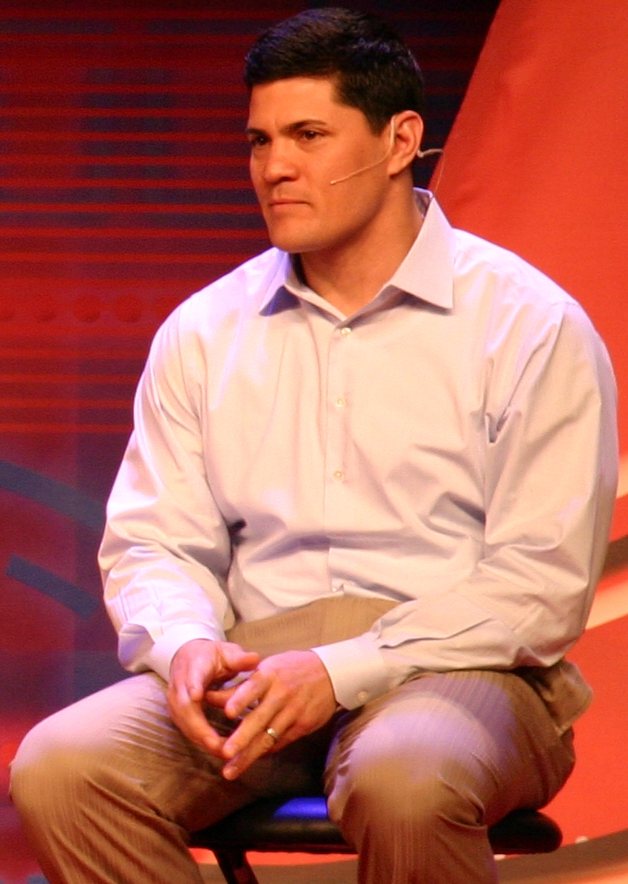
Tedy Bruschi, membro della College Football Hall of Fame, il cui numero è stato ritirato dai Wildcats.

| Numeri ritirati dagli Arizona Wildcats |                   |       |         |
| N.                                     | Giocatore         | Ruolo | Anni    |
| 4                                      | Darryll Lewis     | CB    | 1987-90 |
| 5                                      | Antoine Cason     | CB    | 2004-07 |
| 6                                      | Chuck Cecil       | S     | 1985-87 |
| 11                                     | Chris McAlister   | CB    | 1996-98 |
| 22                                     | Art Lupino        | RB    | 1953-56 |
| 28                                     | Steven McLaughlin | K     | 1991-95 |
| 68                                     | Tedy Bruschi      | LB    | 1991-95 |
| 89                                     | Ricky Hunley      | LB    | 1980-83 |
| 92                                     | Rob Waldrop       | DT    | 1990-93 |